# Michael Flatley
Michael Ryan Flatley (Chicago, 16 juli 1958) is een Ierse danser en choreograaf. Hij is bekend geworden door Riverdance en Lord of the Dance.
Flatley ontving onder andere de National Heritage Fellowship van de National Endowment for the Arts in 1988.

## Jeugd
Zijn ouders kwamen uit County Mayo en County Carlow in Ierland. Als kind verhuisde hij naar Chicago, de stad die hij als zijn thuis beschouwt. Hij begon met danslessen toen hij elf jaar oud was en werd in 1975 de eerste niet-Europese winnaar van de All-Ireland World Championship for Irish dance. Als bekwaam bokser won hij het Golden Gloves Championship in 1975. Flatley is ook een bekwaam fluitist. Zijn eerste dansonderricht kreeg hij van zijn moeder en van grootmoeder Hannah Ryan, een Iers danskampioene. Flatley bezocht de Brother Rice High School in Chicago. Na zijn eindexamen begon hij een dansschool.

## Carrière
Zijn eerste doorbraak kwam toen hij mee ging doen met The Chieftains in de jaren tachtig. Hij maakte de eerste choreografie voor Riverdance en maakte samen met danseres Jean Butler een groot succes van de pauzevoorstelling van het Eurovisiesongfestival op 30 april 1994. Flatley en Butler speelden daarna de hoofdrollen in een volwaardige show die uit die korte voorstelling werd ontwikkeld. Na het verlaten van Riverdance vanwege onenigheid maakte Flatley zijn eigen show, genaamd Lord of the Dance. In 1998 produceerde Flatley een dansvoorstelling genaamd Feet of Flames, waarmee door Europa en de Verenigde Staten werd getrokken in 2000 en 2001.
Flatleys laatste grootste tour was Celtic Tiger, deze begon in juli 2005 en eindigde in 2007. Hij heeft in maart 2006 een autobiografisch boek geschreven getiteld "Lord of the Dance: My Story".

## Discografie
- Cd’s
  - 1996 Lord of the Dance
  - 1998 Feet of Flames
  - 2005 Celtic Tiger
- Dvd’s en video's
  - 1995 Lord of the Dance
  - 1998 Feet of Flames
  - 2000 Michael Flatley Gold
  - 2005 of 2006 Celtic Tiger
  - 2016 Dangerous Games

## Dansshows
- in de jaren 1980 Tournee met de Chieftains
- 1994 Eurovisiesongfestival: pauzevoorstelling van circa 6 minuten met Jean Butler en de Riverdance-groep, vergezeld door het koor Anúna.
- 1994 Riverdance - The Show met Jean Butler
- 1996 Lord of the Dance
- 1998 Feet of Flames
- 1999 Feet of Flames - Budapest
- 2005 Celtic Tiger
- 2010 Lord of the dance - Duitsland, Ierland, Engeland , Nederland  Return of the Lord of the dance
- 2014 Dangerous Games